# Відок (Мазовецьке воєводство)
Відок (пол. Widok) — село в Польщі, у гміні Хинув Груєцького повіту Мазовецького воєводства.
Населення — 220 осіб (2011).
У 1975-1998 роках село належало до Радомського воєводства.

## Демографія
Демографічна структура станом на 31 березня 2011 року:
|          | Загалом | Допрацездатний вік | Працездатний вік | Постпрацездатний вік |
| -------- | ------- | ------------------ | ---------------- | -------------------- |
| Чоловіки | 115     | 28                 | 79               | 8                    |
| Жінки    | 105     | 17                 | 65               | 23                   |
| Разом    | 220     | 45                 | 144              | 31                   |